# Conus fulgurans
Conus fulgurans é uma espécie de gastrópode do gênero Conus, pertencente a família Conidae.